# NGC 6125
NGC 6125 је елиптична галаксија у сазвежђу Змај која се налази на NGC листи објеката дубоког неба.
Деклинација објекта је + 57° 59' 5" а ректасцензија 16h 19m 11,2s. Привидна величина (магнитуда) објекта NGC 6125 износи 12,0 а фотографска магнитуда 13,0. Налази се на удаљености од 53,149 милиона парсека од Сунца. NGC 6125 је још познат и под ознакама NGC 6127, NGC 6128, UGC 10345, CGCG 298-29, 1ZW 142, MCG 10-23-65, PGC 57812.